# Dimerizzazione
Il termine dimerizzazione indica una reazione chimica che coinvolge due entità molecolari identiche (monomeri) per la formazione di una singola entità molecolare.
Nel caso in cui il prodotto della reazione sia un'entità molecolare costituita da due parti identiche si parla di "dimero", ma non necessariamente una reazione di dimerizzazione dà luogo a dimeri.

## Esempi di reazioni di dimerizzazione
Un esempio di reazione di dimerizzazione che dà luogo a un dimero è la fotocatalisi dell'antracene:
Un esempio di dimerizzazione che non produce un dimero è quella del butadiene, da cui si forma 4-vinilcicloesene:
Le reazioni di dimerizzazione possono avvenire fra monomeri di natura diversa e per motivi diversi. I monomeri possono infatti essere radicali, come nel caso del trifenilmetile o del diossido di azoto:
La prima reazione è spontanea e non forma un dimero; la seconda invece è influenzata dalla temperatura e forma un dimero.

Si parla inoltre di dimerizzazione anche nel caso in cui il dimero sia costituito da due monomeri legati attraverso legami a idrogeno, come nel caso della dimerizzazione degli acidi carbossilici:
Come già visto per il diossido di azoto, la dimerizzazione può essere influenzata dalla temperatura ed il complesso prodotto può essere mantenuto stabile da legami di coordinazione: